# Алматы Арена
Ледовый дворец «Алматы Арена» — дворец спорта и культуры в городе Алма-Ата. Построен в 2016 году к Зимней Универсиаде 2017 года. Автором проекта является ТОО «Компания „СТРОЙТЕКС“». Сооружение предназначено для проведения спортивных мероприятий по хоккею, боксу, мини-футболу, фигурному катанию, каратэ, дзюдо, художественной гимнастике, танцам и другим видам спорта. Также в «Алматы Арена» проходят культурные мероприятия — концерты, фестивали, музыкальные премии. Крупнейший по вместимости ледовый дворец Центральной Азии, и третий после белорусской «Минск-Арены» и СКА-Арены в СНГ.

## История
После победы заявки Алма-Аты на проведение зимней Универсиады 2017 и поданной заявки на проведение зимних Олимпийских игр 2022 года, власти города столкнулись с необходимостью строительства крупного ледового дворца со вместимостью не менее 12 000 зрителей, соответствующий стандартам Международной федерации хоккея с шайбой (IIHF). 27 марта 2014 года аким города Ахметжан Есимов объявил о строительстве новой арены для 12 000 зрителей и небольшой арене на 3000 человек. Предполагалось, что стоимость арены составит 170 млн долларов.
18 сентября 2016 года «Алматы Арена» была официально открыта в присутствии президента Казахстана Нурсултана Назарбаева.
В комплексе открыты детские секции по плаванию, боксу, борьбе и другим видам спорта.

## Характеристика комплекса
Ледовый дворец стал на момент открытия вторым по величине в СНГ площадью 9,96 га, аналогичным с «Минск-Ареной» и меньшим, чем ледовый дворец «Большой» в Сочи. Комплекс состоит из трех частей: ледовая арена с 12 000 мест, каток с оздоровительным комплексом и бассейн. Расположение ледовой арены позволит ему функционировать как универсальная платформа для фигурного катания, хоккея с шайбой, бокса, баскетбола, волейбола, а также концертный зал на 5000 мест, в случае укладки теплоизоляции, охватывающей всю площадь ледяное поле площадью около 1800 м2. Особое внимание уделено технологии замораживания льда. Для каждого слоя заливки катка требуется 120 кубометров воды. Вода предварительно обрабатывается от различных механических примесей, железа, хлора и солей, а затем попадает в систему смягчения и поддерживает необходимую температуру. Поверхность льда выравнивается специальными машинами для достижения желаемой толщины — 5 см после полного замораживания.
Трибуны дворца спроектированы таким образом, что из любой точки можно удобно наблюдать за проходящими на арене мероприятиями. Над ареной установлен экран в форме куба, изображение на котором можно увидеть из любой точки помещения.

## Мероприятия на стадионе

### Зимняя Универсиада 2017 года

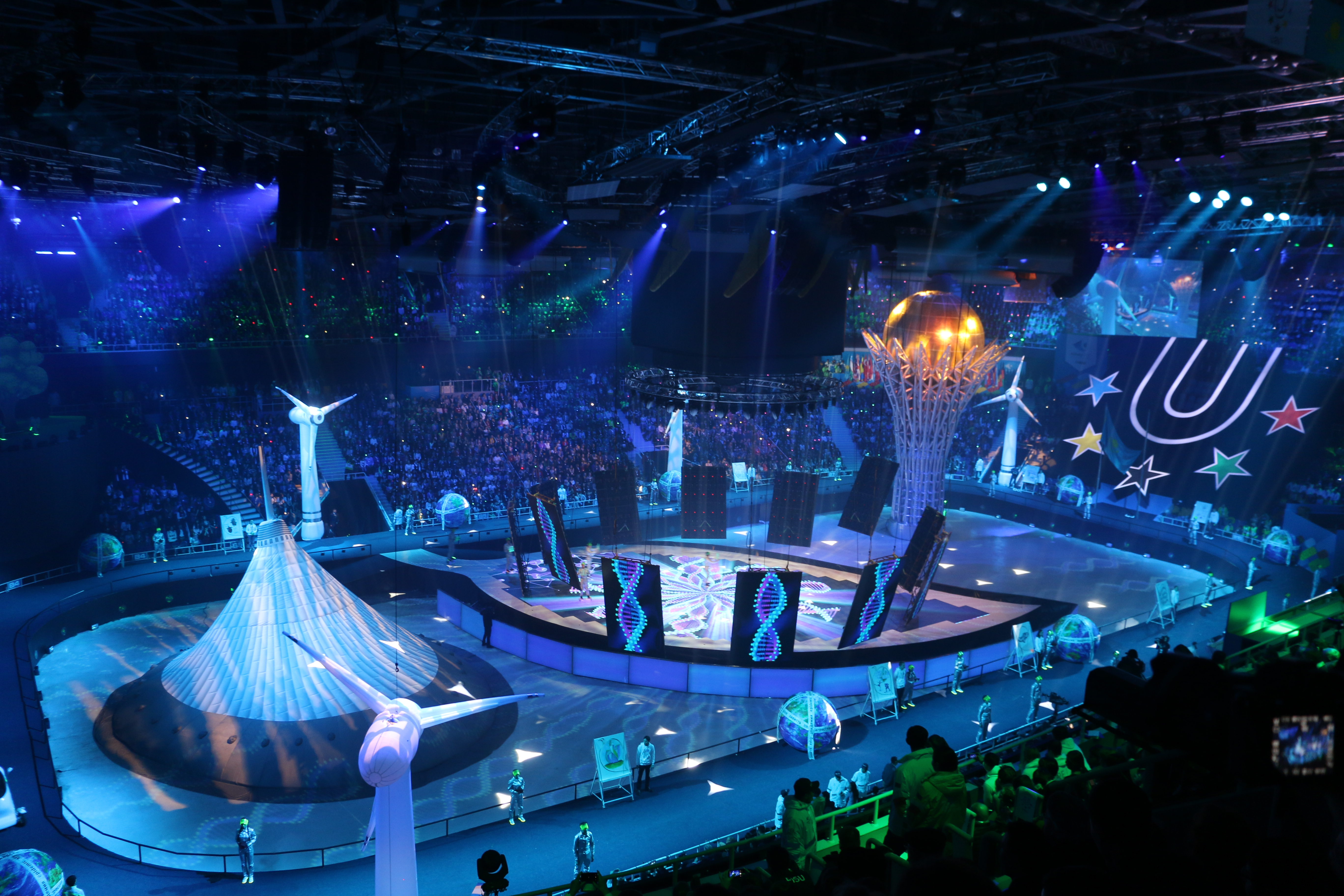
Церемония открытия

«Алматы Арена» стала главным объектом зимней Универсиады 2017 года, которая была проведена в Алма-Ате. Ледовый дворец стал финальной точкой 16-го этапа эстафеты огня Универсиады, который завершился перед началом церемонии открытия студенческих игр. На арене прошли церемонии открытия и закрытия Универсиады.
Кроме этого «Алматы Арена» приняла ряд спортивных мероприятий студенческих игр:
- с 30 января по 6 февраля на малой арене комплекса были проведены соревнования по кёрлингу
- с 1 по 5 февраля на большой арене комплекса состоялись соревнования по фигурному катанию

### Спортивные мероприятия
- 2016, октябрь — IV международный чемпионат по қазақ күресі «Евразия барысы»[10]
- 2016, 29 октября — Вечер профи-бокса (Канат Ислам — Патрик Аллотей) за чемпионские титулы WBO, IBO и WBA Fedelatin.
- 2016, декабрь — Чемпионат Казахстана по фигурному катанию[11]
- 2017, 1 апреля — MMA Fight Nights[12]
- 2017, апрель — «Финал четырёх» Кубка УЕФА по мини-футболу 2016/2017 («Интер», «Спортинг», «Газпром-Югра», «Кайрат»).
- 2017 — Финальный этап игр Национальной студенческой лиги по футзалу
- 2018, декабрь — международный турнир MMA TITAN FC 51
- 2019, март — Вечер профессионального бокса с боями за четыре титула локальных чемпионов по версии WBA и WBC[13]
- 2019, 30 марта — Ледовое шоу Ильи Авербуха с участием Алексея Ягудина, Элизабет Турсынбаевой и др.
- 2019, 26 — 28 апреля — «Финал четырёх» Лиги Чемпионов УЕФА по мини-футболу 2018/2019 («Интер», «Спортинг», «Барса», «Кайрат»)[14]
- 2021 — чемпионат NFC
- 2021 — городской культурно-спортивный фестиваль Almaty Urban Fest 2021[15]
- 2021 — Кубок мира по кёрлингу[16]
- * 2023, 2024 — Открытый чемпионат Алма-Аты по теннису

### Музыкальные мероприятия
- 2017, июнь — концерт «ВИА Гра»
- 2017, сентябрь — VI Евразийская музыкальная премия телеканала Muzzone «EMA 2017»[17]
- 2017, сентябрь — Шоу-трибьют Platinum ABBA
- 2018, март — концерт ДДТ
- 2018, 26 мая — концерт Скриптонит
- 2018, июнь — концерт «Ленинград»
- 2018, октябрь — концерт «Руки Вверх!»
- 2018, ноябрь — концерт Гарик Сукачев и «Неприкасаемые»
- 2019, март — концерт Би-2
- 2019, июль (перенесено на неопределенный срок) — K-pop концерт корейских айдол-групп SF9, AB6IX и A Pink
- 2019, ноябрь — концерт «The Rasmus» (Финляндия)[18]
- 2022, октябрь — концерт Zivert[19]
- 2023, ноябрь — концерт 50 Cent (США)[20]
- 2023, декабрь — концерт Akon (США)[21]
- 2024, февраль — концерт Джейсон Деруло (США)[22][23]
- 2024, май — концерт Scorpions (Германия)[24]

### Использование
После завершения Универсиады объект используется для проведения массовых катаний на коньках, работы спортивных секций и проведения культурных мероприятий.
Работает клуб скандинавской ходьбы, тренажёрный зал и бассейн.